# Jorat

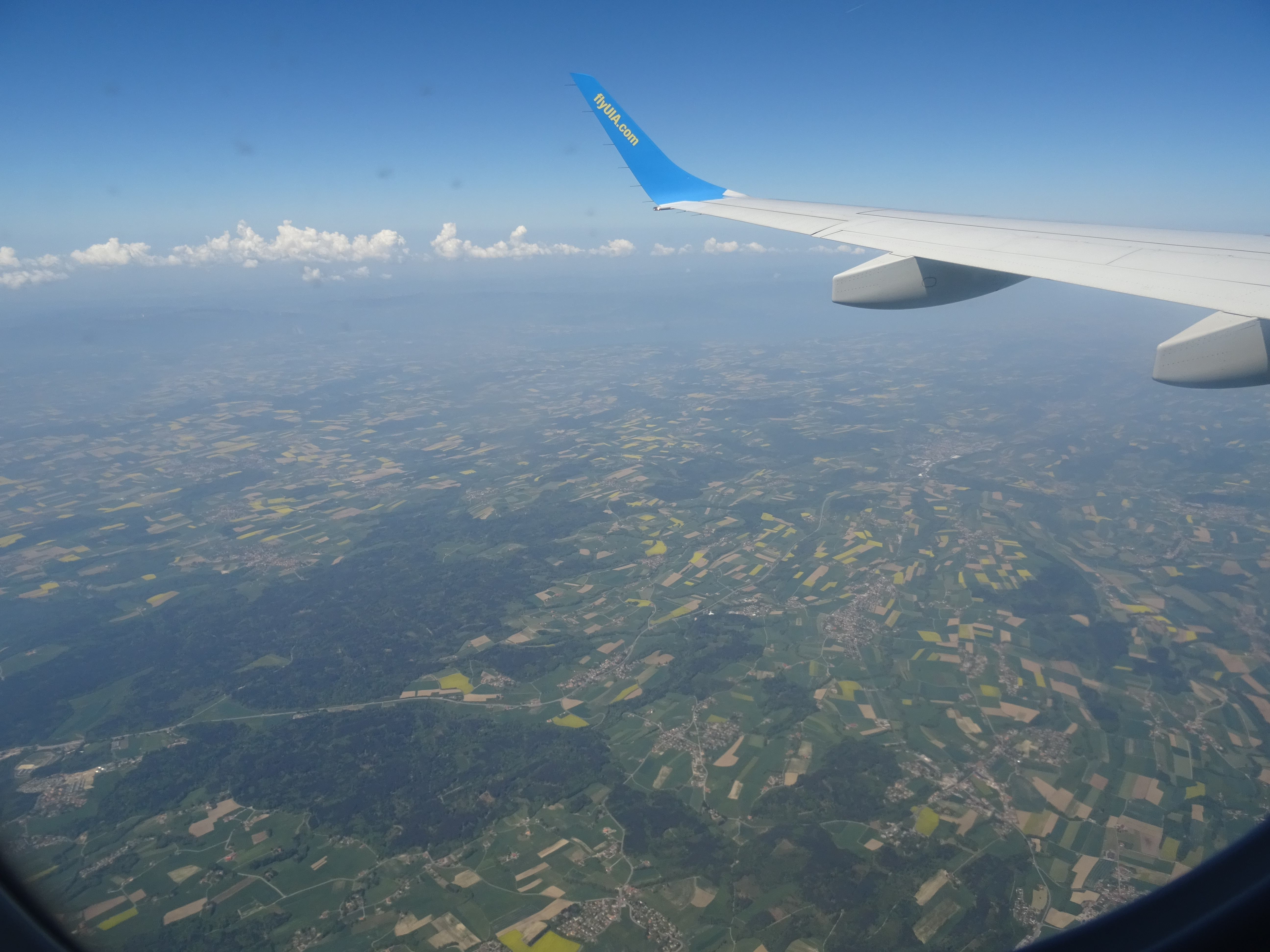
Vista aérea de la región de Jorat

Jorat es una zona en el Cantón de Vaud (Suiza) ubicada entre el Gros-de-Vaud por el oeste y el Broye al este.

## Geografía
Es una cadena montañosa que se extiende en las elevaciones por encima de Lausana por el sur y hasta Payerne al norte. Toda la tierra por encima de los 700 m s. n. m. conforma la zona boscosa denominada "Jora". Su punto más elevado es la Montagne du Château (929 m).

## Villas
Jorat comprende 18 villas, con gran actividad agrícola:
- Carrouge,
- Corcelles-le-Jorat,
- Les Cullayes,
- Essertes,
- Ferlens,
- Froideville,
- Hermenches,
- Mézières,
- Montpreveyres,
- Peney-le-Jorat,
- Ropraz,
- Servion,
- Sottens,
- Syens
- Villars-Mendraz,
- Villars-Tiercelin,
- Vucherens,
- Vulliens.